# Stan koherentny
Stan koherentny (lub stan Glaubera) – to specjalny stan kwantowy oscylatora harmonicznego będący stanem własnym operatora anihilacji, tzn.
{\displaystyle {\hat {a}}|\alpha \rangle =\alpha |\alpha \rangle .}
Stan ten można rozwinąć w bazie stanów własnych jako:
{\displaystyle |\alpha \rangle =e^{-{\frac {|\alpha |^{2}}{2}}}\sum _{n=0}^{\infty }{\frac {\alpha ^{n}}{\sqrt {n!}}}|n\rangle .}
Niech w hipotetycznym obrazie Heisenberga z czasem urojonym:
{\displaystyle {\hat {a}}(\lambda )=e^{-\lambda (\alpha {\hat {a}}^{\dagger }-\alpha ^{*}{\hat {a}})}{\hat {a}}e^{\lambda (\alpha {\hat {a}}^{\dagger }-\alpha ^{*}{\hat {a}})},}
wtedy:
{\displaystyle {\frac {d{\hat {a}}(\lambda )}{d\lambda }}=[{\hat {a}}(\lambda ),\alpha {\hat {a}}^{\dagger }-\alpha ^{*}{\hat {a}}]=\alpha ,}
tzn.
{\displaystyle {\hat {a}}(\lambda )={\hat {a}}+\alpha \lambda ,}
więc
{\displaystyle e^{-\lambda (\alpha {\hat {a}}^{\dagger }-\alpha ^{*}{\hat {a}})}{\hat {a}}|\alpha \rangle =({\hat {a}}+\lambda \alpha )|0\rangle ,}
czyli dla {\displaystyle \lambda =1}
{\displaystyle |\alpha \rangle =e^{(\alpha {\hat {a}}^{\dagger }-\alpha ^{*}{\hat {a}})}|0\rangle .}
Stany te mają specjalne znaczenie w optyce kwantowej reprezentując w elektrodynamice kwantowej światło spójne (np. lasera) o nieznikającej średniej z wektora pola elektrycznego.